# Cocarescem
Die Burg Cocarescem ist eine abgegangene, nicht lokalisierte Burganlage der Billunger südwestlich von Kaarßen im Landkreis Lüneburg in Niedersachsen.

## Geschichte
Die Burg Cocarescem der Sachsengeschichte des Widukind von Corvey erwähnt. Den Hintergrund bildet eine Auseinandersetzung zwischen Hermann Billung, der seit 953 das Herzogtum Sachsen verwaltete, und seinem Neffen Wichmann II. Die Burg Cocarescem wurde im Zuge dessen von den aufständischen Slawen unter der Führung von Wichmann belagert, dabei wurde im Falle der Übergabe eine Verschonung sämtlicher freier Bewohner ausgehandelt. Ein bei der Besetzung der Burg erfolgtes Handgemenge endete aber in der Ermordung sämtlicher Männer der in die Burg geflüchteten Bevölkerung sowie der Versklavung der Frauen und Kinder. Weitere Details sowie Erwähnungen in anderen Schriftquellen, die zur Lokalisierung der Anlage beitragen könnten, sind nicht überliefert. Aus der Sachsengeschichte lässt sich lediglich die Existenz einer Ringmauer oder eines Ringwalls erschließen. Die Burg muss zudem eine gewisse Größe besessen haben, da in ihr die Zivilbevölkerung zusammenkommen konnte. Außerdem wurde ihr eine „gewisse Festigkeit“ zugetraut.

## Lokalisierung
Aufgrund der Namensähnlichkeit ist sie in Kaarßen, Garze, Kacherien oder dem Forst Carrenzien in Amt Neuhaus lokalisiert worden. Einschlägige Funde oder Befunde liegen aber von keinem der Orte vor. In Garze wird sie zwischen Garze und Karze verortet, wo früher angeblich Spuren von Burgwällen zu sehen gewesen waren. In Kaarßen soll sie südwestlich des Ortszentrums am Ufer der Krainke gelegen haben, wo aber außer dem Flurnamen "Junkernburg" keine Hinweise auf einen ehemaligen Burgplatz existieren.

## Weblink
- Stefan Eismann: Cocarescem in der wissenschaftlichen Datenbank „EBIDAT“ des Europäischen Burgeninstituts